# Bánov
Bánov és un poble i municipi d'Eslovàquia que es troba a la regió de Nitra, al sud-oest del país. La primera menció escrita de la vila es remunta al 1113.

## Demografia
| Godina             | 1994 | 2004   | 2014   | 2024   |
| ------------------ | ---- | ------ | ------ | ------ |
| Nombre de persones | 3760 | 3742   | 3709   | 3548   |
| Diferència         |      | −0,47% | −0,88% | −4,34% |

| Godina             | 2023 | 2024   |
| ------------------ | ---- | ------ |
| Nombre de persones | 3582 | 3548   |
| Diferència         |      | −0,94% |